# Locke (Nueva York)
Locke es un pueblo ubicado en el condado de Cayuga en el estado estadounidense de Nueva York. En el año 2000 tenía una población de 1900 habitantes y una densidad poblacional de 30.1 personas por km².

## Geografía
Locke se encuentra ubicado en las coordenadas 42°38′57″N 76°25′21″O / 42.64917, -76.42250.

## Demografía
Según la Oficina del Censo en 2000 los ingresos medios por hogar en la localidad eran de $37,885, y los ingresos medios por familia eran $41,250. Los hombres tenían unos ingresos medios de $28,793 frente a los $22,188 para las mujeres. La renta per cápita para la localidad era de $16,580. Alrededor del 7.0% de la población estaban por debajo del umbral de pobreza.